# Финикс Скай-Харбор
Международный аэропорт Фи́никс Скай-Ха́рбор (англ. Phoenix Sky Harbor International Airport), (ИАТА: PHX, ИКАО: KPHX, FAA LID: PHX) — международный аэропорт, расположенный в городе Финикс (Аризона), США, является крупнейшим аэропортом штата.

## Общая информация

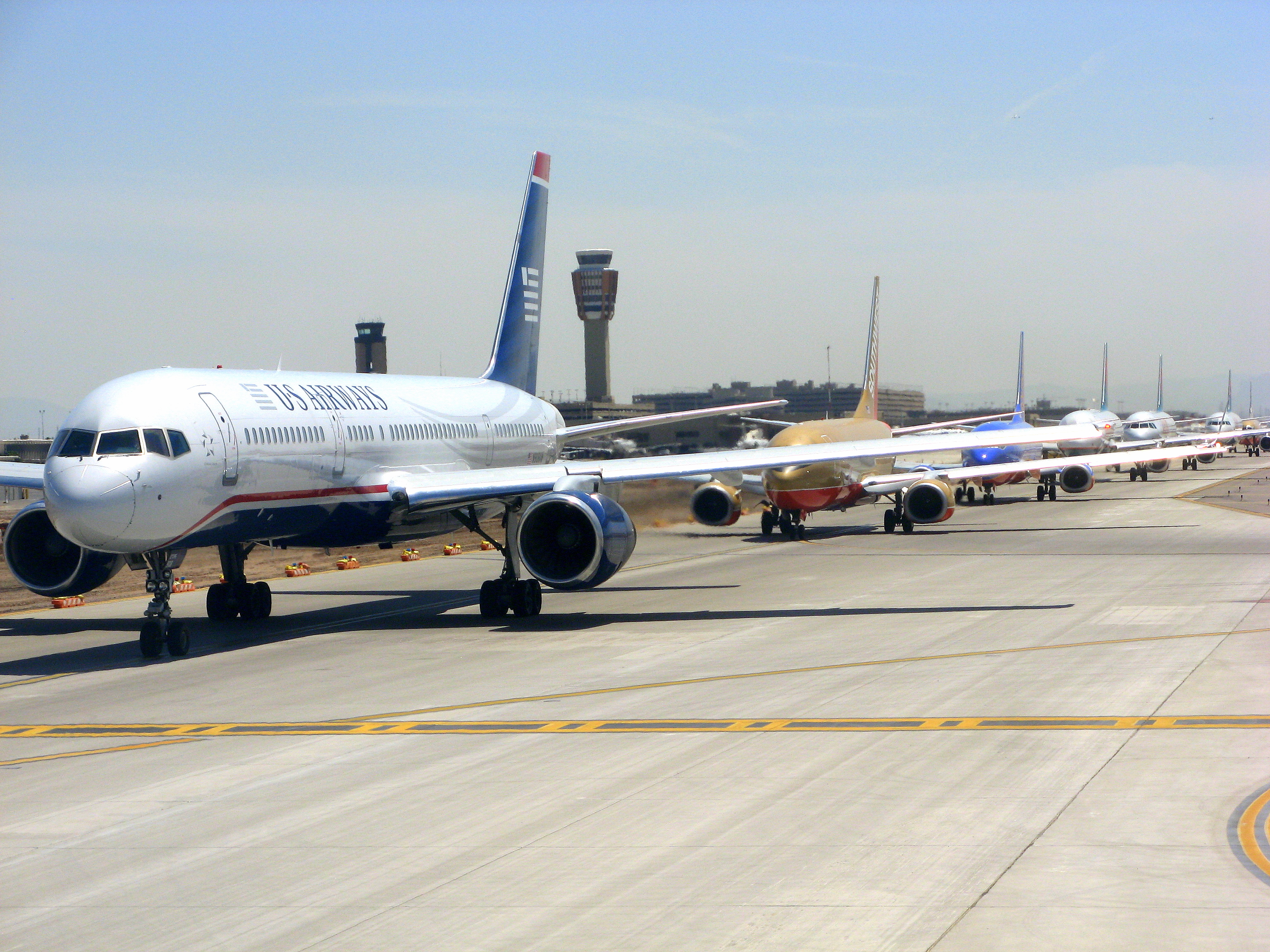
Очередь самолётов на взлётно-посадочную полосу

Международный аэропорт Финикс Скай-Харбор расположен в пяти километрах к востоку от центрального делового района столицы штата Аризона, города Финикс, и является аэропортом совместного базирования коммерческой и военной авиации. Аэропорт является главным авиационным узлом штата и одним из крупнейших аэропортов на всём Юго-Западе Соединённых Штатов Америки. По данным статистической отчётности Скай-Харбор занимает девятое место среди всех аэропортов страны по показателю количества совершаемых взлётов и посадок в год.
Международный аэропорт Финикс Скай-Харбор известен под своим нынешним названием с момента его приобретения муниципалитетом Финикса в 1935 году. В 1950-х годах аэропорт обслуживал рейсы четырёх коммерческих авиакомпаний. В настоящее время Скай-Харбор работает в качестве главного транзитного узла (хаба) на западных направлениях маршрутной сети магистральной авиакомпании US Airways, а также является третьим по величине хабом для авиакомпании Great Lakes Airlines и бюджетного авиаперевозчика Southwest Airlines, который, в свою очередь, является вторым по величине оператором аэропорта после авиакомпании US Airways.
В период с 1982 года по настоящее время присутствие Southwest Airlines на рынке авиаперевозок юго-запада США выросло до 34 % от всего объёма трафика, а с 1990 года трафик авиакомпании только через Скай-Харбор увеличился более чем на 352 процента. Авиакомпании US Airways и Southwest Airlines делят между собой основную часть инфраструктуры пассажирского Терминала 4 аэропорта, на который приходится около 75 процентов от всего объёма пассажирских перевозок Скай-Харбора.
Единственным авиаперевозчиком, выполняющим рейсы из аэропорта за пределы Северной Америки, является британская British Airways. Компании US Airways и Hawaiian Airlines совершают регулярные полёты за пределы континентальной части штатов страны — на Гавайские острова.
По итогам 2008 года Международный аэропорт Финикс Скай-Харбор обслужил 39 891 193 человек, заняв при этом девятое место среди аэропортов США по показателю количества совершённых взлётов и посадок самолётов и семнадцатое место среди всех аэропортов мира по объёмам пассажирооборота в год. Скай-Харбор ежедневно обеспечивает около 1500 операций по взлётам/посадкам самолётов, обслуживая при этом в среднем 108 887 пассажиров в день. Рост операционной деятельности аэропорта произошёл настолько стремительно, что до сих пор в качестве дополнительных мощностей Скай-Харбор использует инфраструктуру близлежащего Аэропорта Финикс/Меса Гейтвэй.
Международный аэропорт Финикс Скай-Харбор — один из крупнейших аэропортов мира, эксплуатирующих только параллельные взлётно-посадочные полосы. Одинаковая направленность ВПП аэропорта является следствием постоянных сильных ветров в районе размещения Скай-Харбора.

## Терминалы и авиакомпании

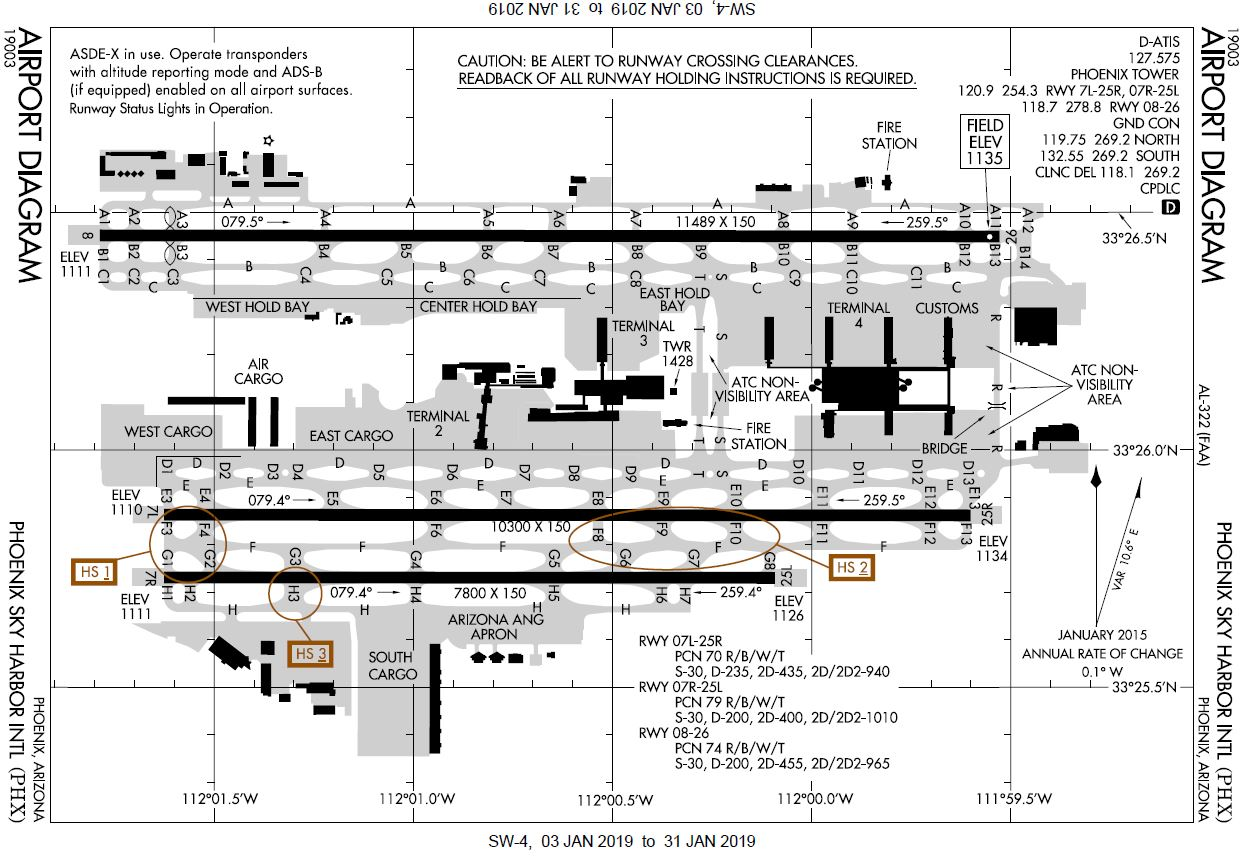
Схема взлётно-посадочных полос Международного аэропорта Финикс Скай-Харбор. Федеральное управление гражданской авиации США

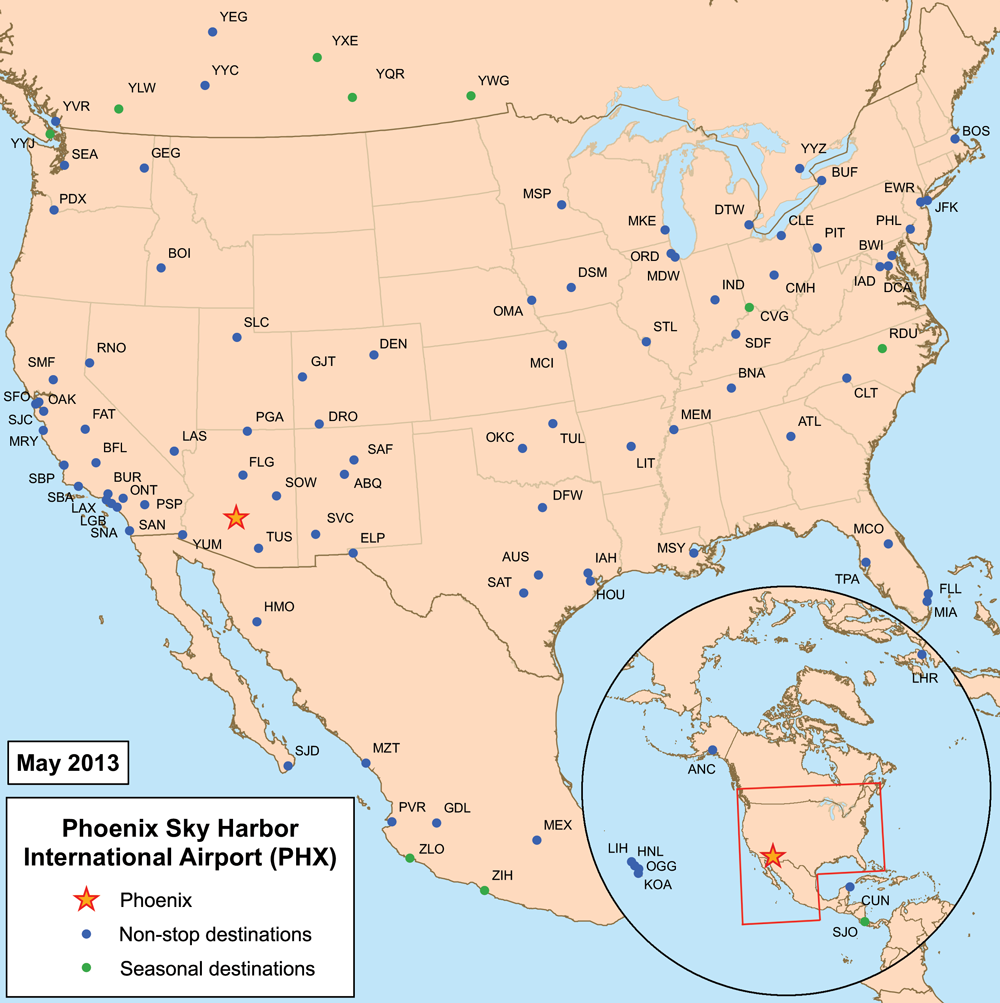
Беспосадочные маршруты из Международного аэропорта Финикс Скай-Харбор

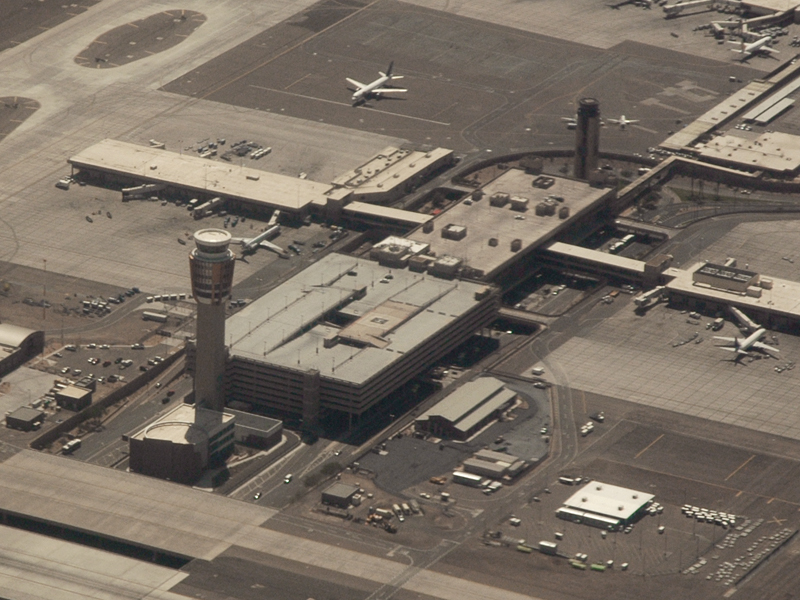
Контрольная вышка Международного аэропорта Финикс Скай-Харбор

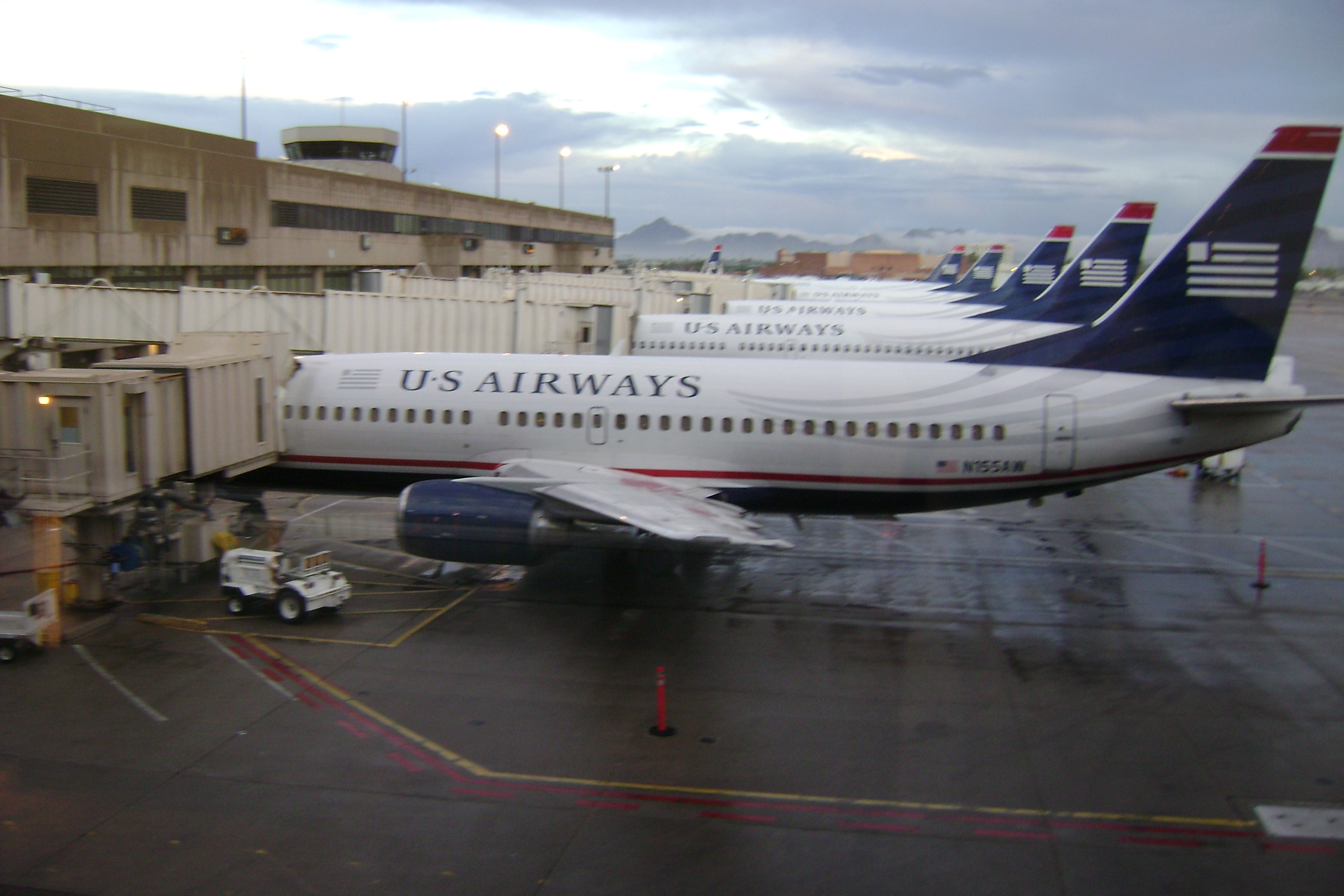
Самолёты авиакомпании US Airways у конкорса A пассажирского Терминала 4

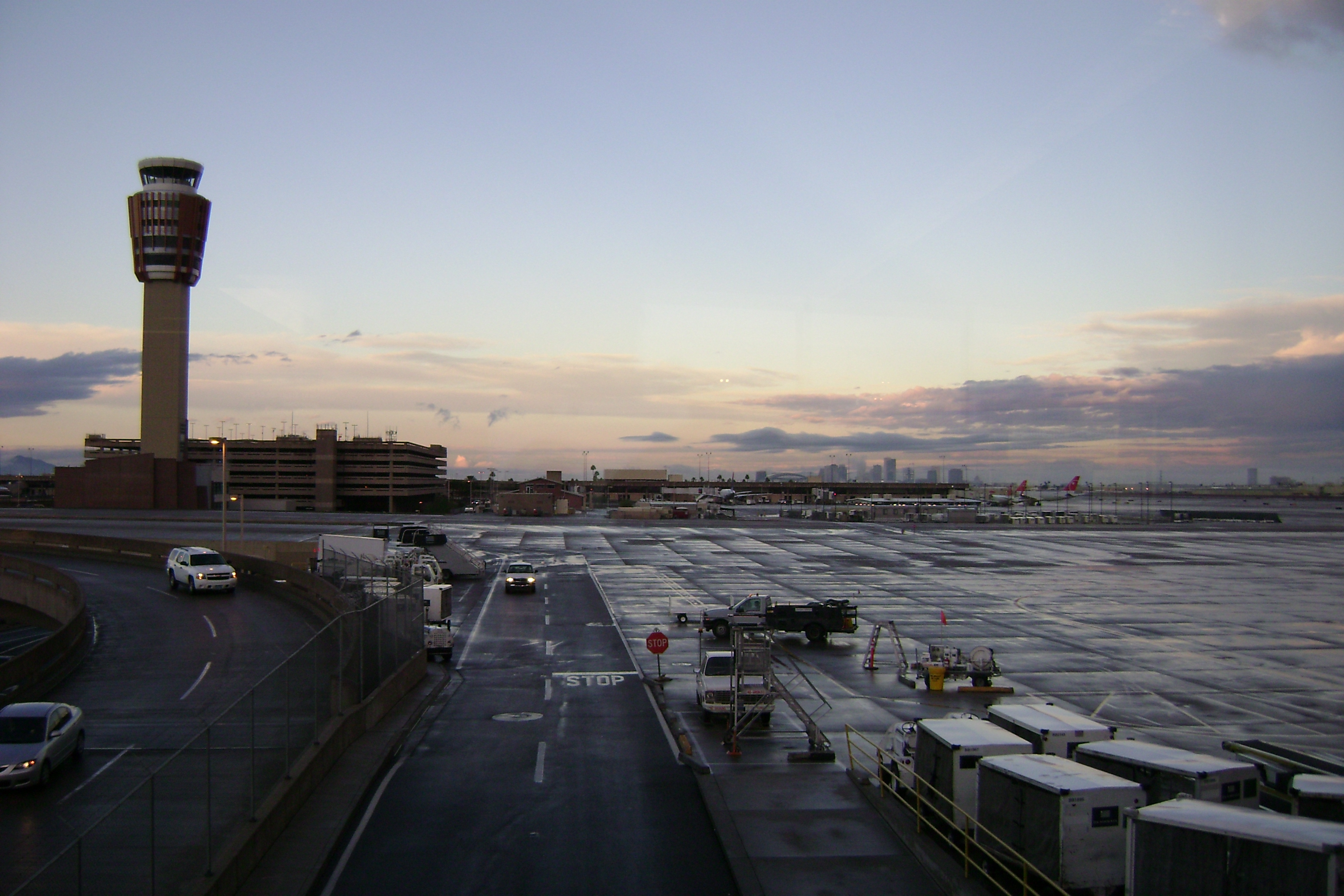
Здание Терминала 3 и контрольная вышка аэропорта. Вид из конкорса A пассажирского Терминала 4

Международный аэропорт Финикс Скай-Харбор способен обслуживать 121 самолёт одновременно в выходах на посадку (гейтах) пассажирских терминалов 2, 3 и 4. Терминал 1 изначально был первым пассажирским терминалов, работавшим с 1952 года и был выведен из эксплуатации в 1990 году. Администрация аэропорта заявляла о нежелании изменять нумерацию терминалов 2, 3 и 4, поскольку пассажиры уже привыкли к действующим в настоящее время номерам.
Во всех пассажирских терминалах аэропорта обеспечивается бесплатный беспроводной доступ в глобальную сеть Интернет.

### Контрольная вышка
Новое здание командно-диспетчерского пункта Международного аэропорта Финикс Скай-Харбор было введено в эксплуатацию в полночь 14 января 2007 года и в настоящее время является пятой в мире по высоте контрольной башней аэропорта (99 метров) после Международного аэропорта Хартсфилд-Джексон Атланта, Международного аэропорта Бангкок Суварнабхуми, Международного аэропорта Куала-Лумпур и Международного аэропорта Мюнхен.

### Терминал 2
Здание Терминала 2 было открыто в 1962 году и в настоящее время содержит 17 гейтов (C, D, 1A, 1B, 2—5, 6A, 6B и 7—13).

### Терминал 3
Здание Терминала 3 было открыто в 1979 году и в настоящее время содержит 16 гейтов с номерами 2, 4—7, 9, 15—20 и 23—26.

### Терминал 4
Здание Терминала 4 было открыто в 1990 году и названо в честь бывшего сенатора США от штата Аризона и кандидата в Президенты страны на выборах 1964 года Барри Морриса Голдуотера.
В Терминале действуют три зала для пассажиров авиакомпании US Airways — членов привилегированной программы US Airways Club, находящихся у гейтов A7, A19 и B5. Авиакомпания British Airways также предлагает услуги зала повышенной комфортности для своих пассажиров — членов клуба Executive Club Lounge, который располагается между гейтами B21 и B23.
Терминал 4 изначально спроектирован и построен в четырёх конкорсах: N2 и N3 в северной части, S3 и S4 — в южной части здания Терминала. В 1994 году был открыт международный конкорс N4 с 10 новыми гейтами, отдельной стерильной зоной выходов на посадку и системой переходов, соединяющей N4 с конкорсом S4. В 1997 году началось строительство конкорса N1, рассчитанного на 14 гейтов и предназначенного в первую очередь для обслуживания самолётов авиакомпании America West Airlines. Строительные работы по конкорсу N1 были завершены в июне 1998 года и обошлись в 50 миллионов долларов США. В 2002 году началось строительство конкорса S2 на 8 гейтов в южной части Терминала, предназначенного для обслуживания рейсов авиакомпании Southwest Airlines. Проект был завершён в 2004 году, сданное в эксплуатацию помещение конкорса S2 имеет дизайн, совершенно отличный по архитектурному стилю от остальных шести конкорсов Терминала 4.
С 2008 года ведутся работы по проектированию конкорса S1 в южной части Терминала. Условиями проекта являлся конкорс с восемью гейтами, содержащий 3580 квадратных метров зоны выходов на посадку и 3000 квадратных метров для контактных стоянок самолётов. Позднее в проект были внесены изменения в части необходимости строительства подземного помещения на площади в 4400 квадратных метров. Кроме того, должна быть построена система переходов, соединяющая конкорс S1 с конкорсом N1 в северной части Терминала. Владелец аэропорта (муниципалитет Финикса) пока не определился с тем, какая инфраструктура будет располагаться в подземном помещении конкорса S1.
Терминал 4 эксплуатирует 88 гейтов с номерами: A1—A14, A17—A30, B1 (A,B,C)—B14, B15 (A,B,C)—B28, C1—C20 и D1—D8.

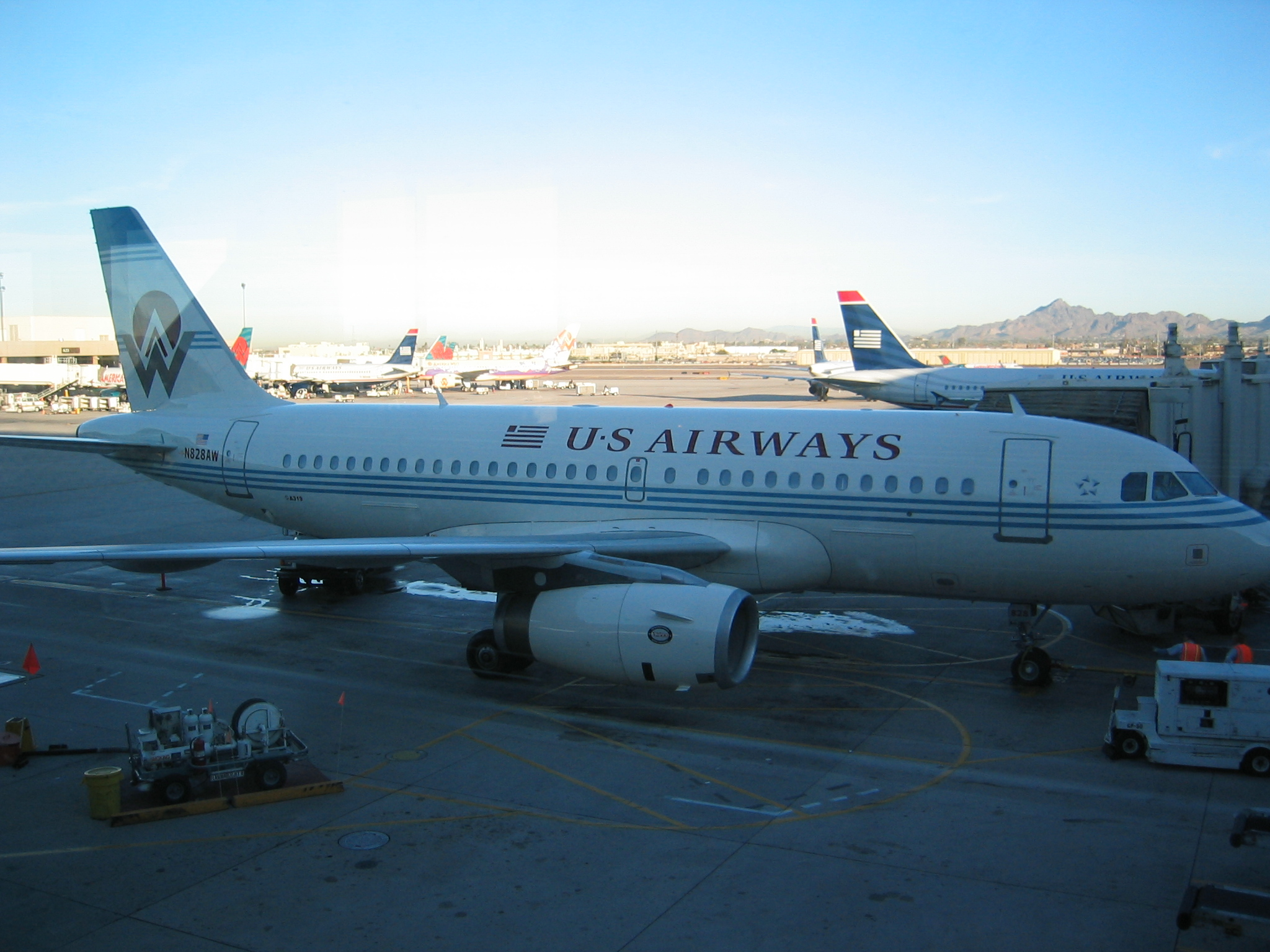
Airbus A319 авиакомпании US Airways у Терминала 4

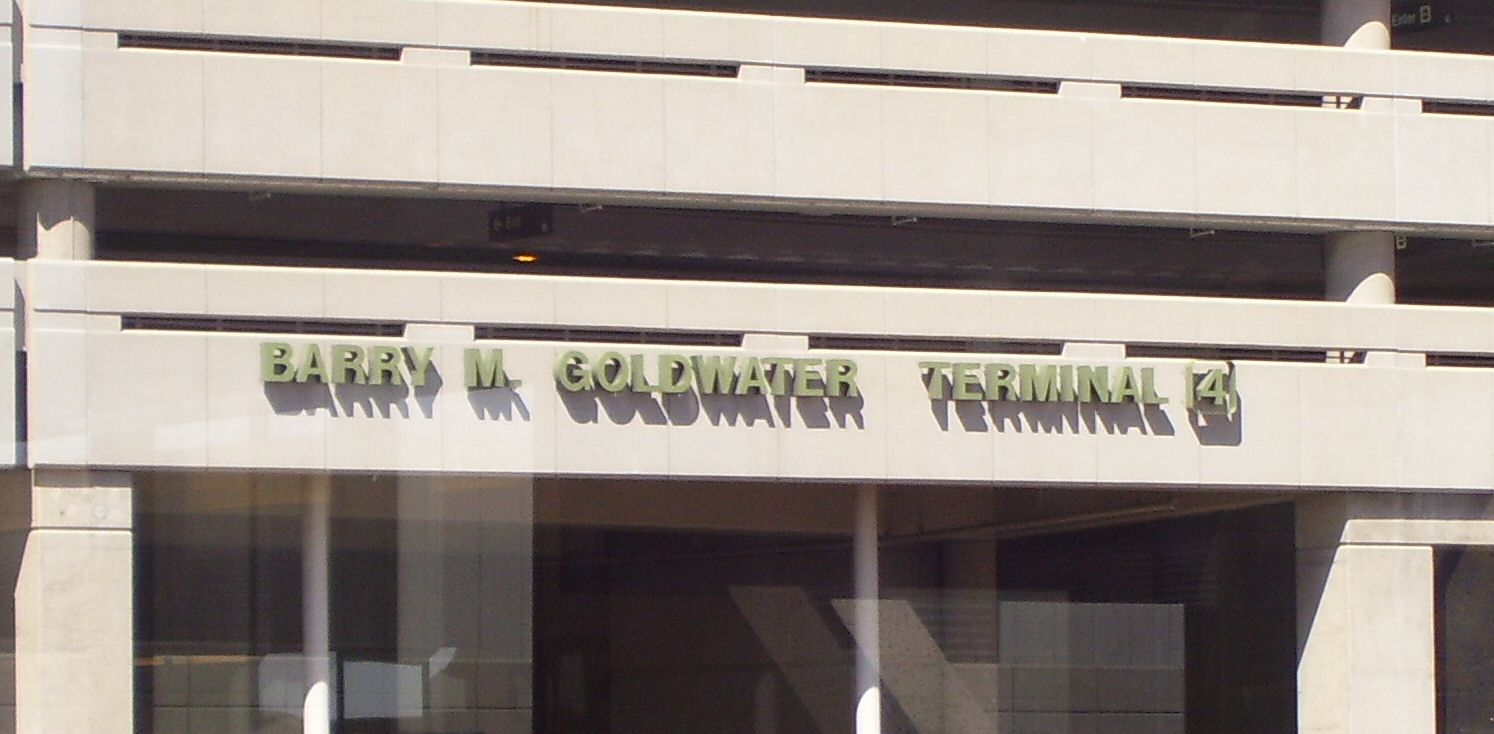
Вход в здание Терминала 4 имени Барри Мирриса Голдуотера

## Фирменные залы авиакомпаний
- Терминал 2 — Red Carpet Club авиакомпании United Airlines;
- Терминал 4 — Executive Club Lounge авиакомпании British Airways и три зала US Airways Club авиакомпании US Airways.

## Планы новых маршрутов
По состоянию на начало 2009 года руководство Международного аэропорта Финикс Скай-Харбор находится в процессе переговоров с авиакомпанией Emirates Airline на предмет открытия к концу 2009 — началу 2010 года регулярных рейсов в Международный аэропорт Дубай.
Также на повестке дня находится вопрос о возобновлении немецкой авиакомпанией Lufthansa регулярного маршрута в Международный аэропорт Франкфурта-на-Майне.

## Наземный транспорт
На январь 2009 года действует трамвайное сообщение компании METRO Light Rail, трамвайные маршруты 13, 15 и 40 проходят через станцию аэропорта «Остановка Вашингтон, 44-я улица».
Между зданиями пассажирских терминалов работает система бесплатных автобусных перевозок, которая в будущем будет заменена монорельсовой дорогой PHX Sky Train.

## Военное базирование
В Международном аэропорту Финикс Скай-Харбор находится база Национальной воздушной гвардии и размещается 161-е Крыло заправочной авиации с базированием самолётов-заправщиков Boeing KC-135R Stratotanker.

## Авиапроисшествия и несчастные случаи
- 16 августа 1987 года, рейс 255 авиакомпании Northwest Airlines Столичный аэропорт Детройт округа Уэйн — Аэропорт Санта-Ана имени Джона Уэйна должен был выполняться с промежуточной посадкой в Международном аэропорту Финикс Скай-Харбор. Самолёт McDonnell Douglas MD-82, регистрационный номер N312RC. При выполнении взлёта с невыпущенными закрылками и предкрылками с взлётно-посадочной полосы Столичного аэропорта Детройт самолёт потерял скорость и потерпел катастрофу за пределами ВПП. Из 155 человек, находившихся на борту, погибло 154 (выжила одна четырёхлетняя девочка). К катастрофе привела ошибка экипажа, не проверившего перед взлётом техническое состояние закрылков и предкрылков, а также недостаточное электрическое напряжение в системе предупреждения о готовности к взлёту[12].